# Cassida fausti
Cassida fausti là một loài bọ cánh cứng trong họ Chrysomelidae. Loài này được Spaeth & Reitter miêu tả khoa học năm 1926.